# Bucharský bublák
Bucharský bublák je velice staré plemeno holuba domácího pocházející z jihozápadní Asie. Náleží do plemenné skupiny bubláků, což jsou holubi, u kterých se vyvinul specifický hlasový projev, tzv. bublání. Vrkání je modifikováno do déletrvajícího zvuku připomínajícího vzdálené zurčení potoka, zvonění zvonů nebo bubnování. U bucharského bubláka se však šlechtění zaměřuje především na strukturu opeření a rozvinutí pernatých ozdob a požadavek na melodičnost a délku bublání ustoupil do pozadí.
Bucharský bublák je největším plemenem bubláků a je z nich také nejznámější a celosvětově nejrozšířenější. V Česku se ale téměř nechová. Plemeno se však podílelo na vzniku většiny jiných plemen bubláků, včetně českého národního plemene český bublák.
V českém vzorníku plemen holubů se bucharský bublák řadí mezi barevné holuby do podskupiny bubláci, v seznamu plemen EE náleží do samostatné plemenné skupiny bubláci a to pod číslem 0501. Kvůli rozvoji pernatých ozdob je bucharský bublák někdy řazen i mezi strukturové holuby.

## Historie
Bucharský bublák je staré plemeno. Název získal podle uzbeckého města Buchara, z jehož okolí pochází. Už v druhé polovině 19. století se bucharský bublák z Ruska dostal do Evropy, nejprve do zoologických zahrad, následně se rozšířil do chovů a stal se základem pro šlechtění evropských rousných plemen bubláků. Na začátku 20. století se v Praze nacházel chov bucharského bubláka celosvětového významu, jehož chovatelem byl tehdejší šéfredaktor časopisu Zvířena, Antonín Král.

## Popis

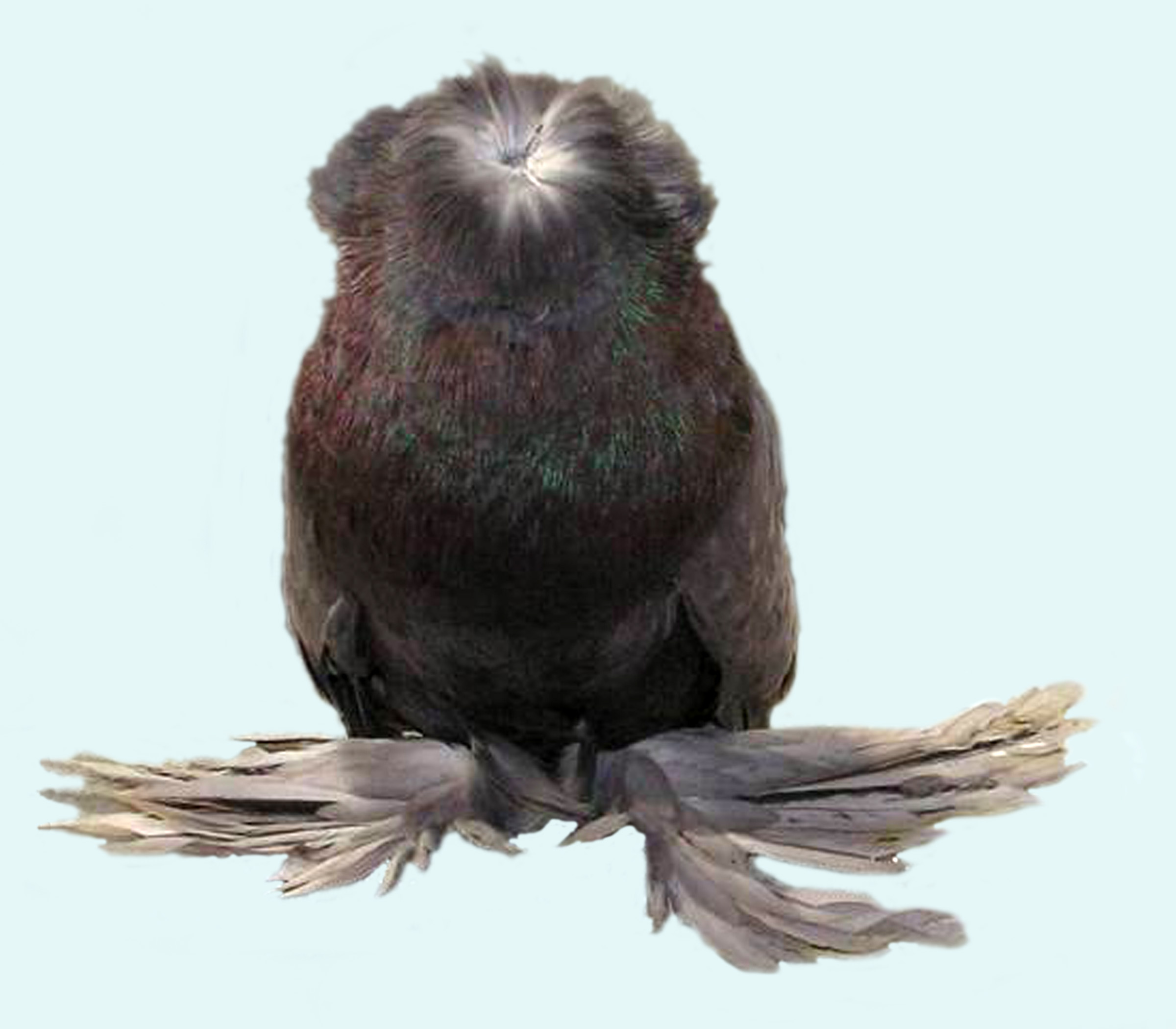
Bucharský bublák celobarevný červený při pohledu zepředu

Bucharský bublák je poměrně velký holub kompaktního vzhledu, který je kromě samotného vzrůstu ptáka dán i výrazně nakypřeným, bohatým opeřením. Pernaté ozdoby jsou mohutně vyvinuté, čelní růžice překrývá oči, je doplněna lasturovitou chocholkou a nohy jsou porostlé dlouhými, do široka rozloženými rousy.
Hlava je velká, široká a plochá, zdobená dvěma vrkoči: přední vrkoč je bohatě propeřená čelní růžice se středem nad ozobím. Z tohoto víru vyrůstají dlouhá pírka všemi směry, vpředu zakrývají téměř celý zobák, po stranách oči a dále kryjí celé temeno hlavy. Vzadu se čelní růžice spojuje s opeřením zadního vrkoče. Zadním vrkočem je vysoce postavená bohatá lasturovitá chocholka, která se táhne od ucha k uchu ptáka a je zakončená výraznými postranními růžicemi. V zátylí vrkoč pokračuje v podobě hřívy až na horní část krku. Zobák je středně dlouhý, silnější, s malým a jemným ozobím. U černých a modrých barevných rázů je tmavý, u ostatních rohový až narůžovělý. Oční duhovka je perlová, u bílých tmavá, vikvová.
Krk je krátký a velmi silný a přechází v širokou a dobře klenutou hruď. Trup je nízký a široký, hřbet se jen málo svažuje a držení těla je skoro vodorovné. Ocas je nesen v linii hřbetu. Křídla jsou poměrně dlouhá, jejich letky dosahují až ke konci ocasu. Nohy jsou krátké, z lýtek vyrůstají supí pera, která doplňují bohatý rous. Ten je uspořádaný do půlkruhu, směřuje do stran a zcela vyplňuje prostor mezi tělem a zemí. Při pohledu zepředu rous zaujímá všechen prostor mezi kýlem hrudní kosti ptáka a jeho nohama, silueta ptáka vyplněná a shora se postupně rozšiřuje.

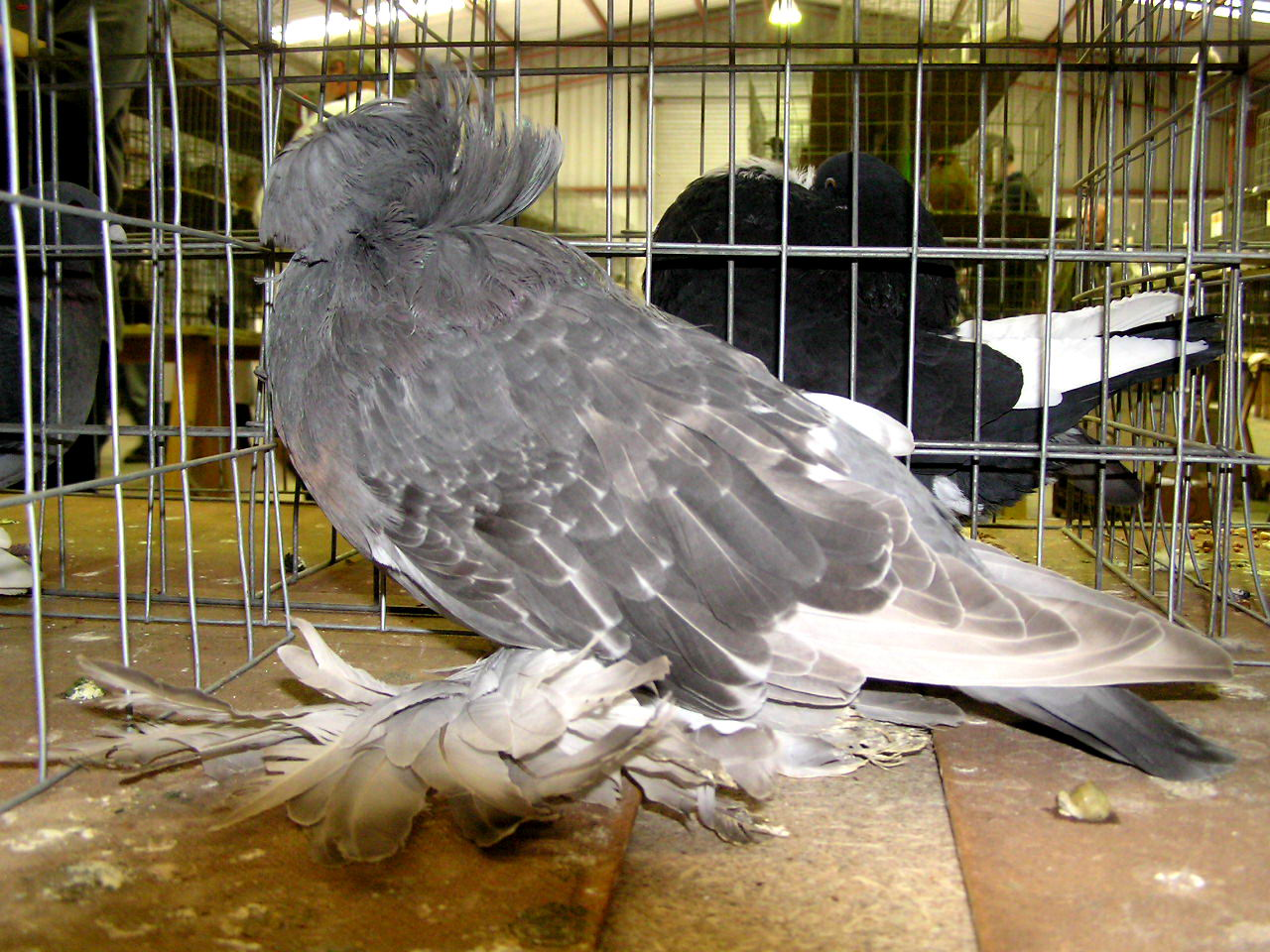
Bucharský bublák modrý bezpruhý

Opeření je husté, značně dlouhé, kypré a nepříliš přiléhavé. Jeho barva musí být stejnoměrně a pravidelně rozložená. Bucharský bublák je chová především v rázu bílém, modrém bezpruhém, pruhovém i kapratém, v barvě plnobarevné černé, červené a žluté a ve stejných barvách i jako stříkaný či strakatý.
Je to výhradně okrasné plemeno vhodné do voliérového chovu.